# Hoogsensitief persoon
Hoogsensitief persoon of hsp (Engels: highly sensitive person, ook zeer gevoelig persoon, sterk sensitief persoon of hooggevoelig persoon) is een term uit de psychologie die in 1996 werd geïntroduceerd door de Amerikaanse psychologe dr. Elaine N. Aron.

## Geschiedenis
Naar het onderwerp zintuigstimulatie en gevoeligheid is eerder onderzoek gedaan door Eysenck over introversie en stimulatie, terwijl Pavlov onderzoek deed naar zintuiglijke reacties. Hij noemde het verschijnsel fysieke en mentale overstimulatie. Jung maakte in zijn typologie onderscheid tussen introverte en extraverte types en sprak in dit verband ook over hooggevoeligheid. Recenter zijn onder andere onderzoeken door Kagan en Belsky. Verder lijkt volgens Aron haar concept van hooggevoeligheid niet fundamenteel te verschillen van het concept 'overprikkelbaarheid' in Dąbrowski's theorie van positieve desintegratie.

## HSP volgens Aron

### Analyse
Hooggevoeligheid staat centraal in de onderzoeken van Aron. Onder meer zich baserend op de onderzoeken van de psychiater Carl Jung en psycholoog dr. Jerome Kagan, komt zij tot de conclusie dat hoogsensitiviteit sterk aangeboren en genetisch bepaald is. Echter, anders dan bijvoorbeeld Kagan en de reguliere therapeutische psychologie kenmerkt zij het bijbehorende gedrag niet als geremd, verlegen of bedeesd en afwijkend, maar als het natuurlijk gevolg van de aangeboren hooggevoeligheid die positief te waarderen is.
Aron concludeert dat uit meerdere onderzoeken blijkt dat bepaalde mensen sterker geprikkeld worden dan gemiddeld. In interne zin zijn hsp'ers gevoeliger voor emoties, pijn, genot en andere lichamelijke en geestelijke ervaringen. In externe zin zijn hsp'ers niet alleen gevoeliger voor geluiden en geuren en voor visuele en tactiele stimulatie, maar blijken zij ook meer indrukken op te nemen, waardoor zij zich eerder en meer bewust zijn van details en het aantal mogelijke scenario's die een omgeving in zich bergt. Hsp'ers zijn daardoor meer alert op mogelijke gevaren en zijn eerder geneigd tot het overdenken en inschatten van situaties wat volgens Aron door collega's vaak ten onrechte als verlegenheid en geremdheid wordt beschouwd.
Ook zijn hsp'ers geneigd tot minder sociale omgang en assertiviteit, volgens Aron wederom niet omdat ze verlegen of weinig sociaal zijn, maar als gevolg van noodzakelijke aanpassing aan hun aangeboren eigenschap die hen noopt voorzichtiger met zichzelf en hun omgeving om te gaan. Tevens zijn hsp'ers vanwege hun aangeboren opmerkingsvermogen meer geneigd tot empathie en blijken zij in met name een rustige omgeving in staat te zijn informatie beter dan gemiddeld in zich op te nemen en tot in alle details en nuances uit te werken.
Voor Aron vormen deze onderzoeksresultaten aanleiding voor een andere, positievere benadering en waardering van hooggevoeligheid.

## Kenmerken van hsp'ers volgens Aron
- Zijn zich bewust van subtiele signalen in de omgeving.
- Worden beïnvloed door de stemmingen van anderen.
- Zijn nogal gevoelig voor pijn.
- Tijdens drukke dagen hebben zij meer behoefte om zich terug te trekken in bed, een donkere kamer of een plek waar men ongestoord alleen kan zijn.
- Zijn bijzonder gevoelig voor de effecten van cafeïne.
- Raken gemakkelijk overvoerd door zaken als fel licht, sterke geuren, grove weefsels of harde sirenes.
- Hebben een rijke en complexe innerlijke belevingswereld.
- Voelen zich niet op hun gemak bij harde geluiden.
- Kunnen diep geroerd raken door kunst of muziek.
- Zijn consciëntieus.
- Schrikken snel.
- Voelen zich opgejaagd als ze in korte tijd veel moeten doen.
- Als hoogsensitieven zich in een omgeving niet prettig voelen, weten zij meestal wat er moet gebeuren om dat te veranderen (door bijvoorbeeld het licht te dimmen of het meubilair te verplaatsen).
- Raken geïrriteerd als mensen hen te veel tegelijkertijd willen laten doen.
- Doen erg hun best om te voorkomen dat er fouten worden gemaakt of dat ze iets vergeten.
- Kijken bij voorkeur niet naar gewelddadige films of tv-programma's.
- Voelen zich ongemakkelijk als er veel om hen heen gebeurt.
- Erge honger heeft een sterke invloed op hun concentratievermogen of humeur.
- Veranderingen in het leven brengen hen van hun stuk.
- Hebben gevoel voor delicate geuren, smaken, geluiden en kunstwerken, en genieten er van.
- Geven hoge prioriteit aan het vermijden van situaties die hen van streek maken of overbelasten.
- Als zij moeten wedijveren of op hun vingers worden gekeken, worden zij zo gespannen dat hun prestaties veel minder zijn dan gewoonlijk.
- Als kind worden/werden zij door hun ouders of leerkrachten gevoelig of verlegen gevonden.

### Gevolgen
In praktische zin is het volgens Aron belangrijk dat hsp'ers zich bewust worden van die aangeboren eigenschap en dat ze hun levenswijze daaraan aanpassen: meer rust nemen, vaker alleen zijn of de natuur opzoeken en overprikkeling (zoals drukke, competitieve omgevingen) beperken. Ook dienen zij schuld- of minderwaardigheidsgevoelens over hun inherente beperkingen los te laten en doen hsp'ers er beter aan niet te trachten zich te conformeren aan het gedrag van niet-hsp'ers, zoals vaak door hedendaagse reguliere therapeuten verlangd wordt.
Anderzijds besteedt ze veel aandacht aan het waken voor overdrijven, dramatiseren en slachtoffergedrag, evenals aan enige assertiviteit waaraan het veel hsp'ers vaak ontbreekt. Ook stimuleert ze hsp'ers vooral aan het maatschappelijke leven te blijven deelnemen. Omdat hun hooggevoeligheid hen in staat stelt informatie onder de juiste omstandigheden (een rustige werkomgeving zonder een overmaat aan druk en kritiek en overdreven toezicht) beter en uitgebreider te verwerken kunnen zij aanzienlijk aan de samenleving bijdragen. Door deze positieve waardering van en betere omgang met de aangeboren kwaliteiten zullen veel hsp'ers volgens Aron een gelukkiger geestelijk leven leiden.
Aron wijst dus ook op een sociaal-psychologische context. Hooggevoeligheid brengt volgens haar veel waardevolle eigenschappen met zich mee waardoor hsp'ers bijvoorbeeld vaak de 'ideale werknemer' zijn: consciëntieus (gewetensvol; nauwkeurig), loyaal, gericht op kwaliteit en met een hoog inzicht in mensen en processen. Daarnaast constateert Aron uit onderzoek dat HSP's zich meer dan gemiddeld aangetrokken voelen tot kunst en wetenschappen en adviserende en verzorgende taken en minder tot leidinggevende functies en competitieve beroepen. Aangezien deze beroepsgroepen menig beroemdheid hebben voortgebracht die van algemeen erkend belang voor mens en samenleving is geweest, wordt dit als ondersteuning van Arons argument gezien dat hooggevoeligheid beslist maatschappelijk positief te waarderen valt in plaats van dat het gecorrigeerd moet worden. Ze stelt dan ook dat de therapeutische psychologie niet moet zwichten voor de eisen van een cultuur of tijdgeest die macht, winst en insensitiviteit hoger lijken te waarderen en pleit ook in maatschappelijke zin voor een positieve herwaardering van hooggevoeligheid.
Volgens Elaine Aron is 15 tot 20 procent van de mensen hooggevoelig en zij is fel tegen opname van de term in de DSM-5 omdat het een aangeboren karaktereigenschap betreft. Tot op heden is dat ook niet het geval.
Behalve door Aron zijn ook door psycholoog Ted Zeff twee boeken over hooggevoeligheid gepubliceerd.

### Evolutionaire verbanden
Aron wijst ook op studies uit de evolutionaire psychologie, waar steeds meer aanwijzingen worden gevonden dat (hoog-)gevoeligheid, empathie en altruïsme een onmisbare functie bezetten in evolutionaire processen. Hooggevoelige kuddedieren zullen hun groep eerder waarschuwen voor dreigend gevaar en de sensitiviteit van ouderdieren voor de behoeften van hun jongen stelt ze meer in staat hen succesvol groot te brengen (een succesvolle groepsleider kan nooit opgroeien als diens ouders niet succesvol in diens eerste levensbehoeften hadden voorzien: zorg, voeding en bescherming). Tevens bestaan er onderzoeken die wijzen op het bestaan van verlegen en brutale varianten binnen één soort en zijn er aanwijzingen voor een gemeenschappelijke biologische basis voor verlegen en brutaal gedrag bij zowel mensen als dieren.

## Kritiek
De professionele psychologie heeft Arons bevindingen niet in het algemeen overgenomen. Er is weinig wetenschappelijk bewijs, maar ook weinig fundamenteel wetenschappelijke kritiek. Aron maakt gebruik van en verwijst naar neurologische gegevens, maar er ontbreekt een eenduidige neurologische definitie. Er bestaat dus (nog) geen neurologische onderbouwing voor de eigenschap 'hoogsensitiviteit', maar dit is iets wat ook geldt voor heel wat andere psychologische symptomen.
De grondlegger van de schemagerichte therapie, dr. Jeffrey E. Young, bevestigt het bestaan van hooggevoeligheid, maar legt een verband met het zelfopofferingsschema en in verder verloop met het schema van emotionele verwaarlozing, waardoor naar zijn mening hooggevoelige personen altijd moeten leren hun eigen behoeften te onderkennen en daarin te voorzien. Hij duidt hooggevoeligheid in klinisch psychologische zin dan ook wel degelijk als een psychopathologische conditie die cognitief en gedragsmatig behandeld dient te worden.
Vaak klinkt het dat de gevolgen van hoogsensitiviteit schromelijk overdreven worden terwijl hoogsensitiviteit louter wil zeggen dat er personen zijn die wat gevoeliger zijn dan de gemiddelde mens. Velen verwijten de psychologie een overmatige 'labeling' van diverse normale variaties.
Hoogsensitiviteit wordt door mensen zonder achtergrondkennis soms als gefantaseerd beschouwd in de zin dat iedereen 'weleens' het gevoel heeft dat het systeem tijdelijk overbelast of overprikkeld is. Een van de kritieken hierbij is dat de beschrijvingen van hoogsensitiviteit zo algemeen zijn voor menselijke wezens dat de meeste mensen zich hierin kunnen herkennen.

### Kritiek op cultivering
Waar Aron enkel het voorkomen van een hogere sensitiviteit bij bepaalde personen vaststelde en dit meetbaar maakte, groeide er sinds de eeuwwisseling een soort van cultus rond hoogsensitiviteit, meegaand in de trend van Indigokinderen en de opkomende medicalisering (zie o.a. ADHD). Deze 'cultus' rond hoogsensitiviteit wordt recent meer en meer 'gecultiveerd' in zelfhulpgroepen, verenigingen en door persoonlijke 'coaches'. De zeer algemene beschrijvingen van 'gevoeligheid' ("Ben je weleens overbelast of 'overprikkeld'?") helpen hierbij om leden te rekruteren, terwijl deze gepaaid worden met hoe speciaal HSP's zouden zijn, als betrof het een nieuwe soort mensen met uitzonderlijke gaven. Aron zelf geeft echter duidelijk aan dat het gaat om een glijdende schaal en dat er in feite niets bijzonders aan is. HSP's hoeven zich niet 'speciaal' of 'verheven' te voelen, en nog belangrijker: ze hoeven hun eigenschap niet als excuus te gebruiken om andere, wél degelijk bestaande psychische stoornissen weg te redeneren.